# Arycanda tenebrica
Arycanda tenebrica là một loài bướm đêm trong họ Geometridae.